# Donji Gajtan
Donji Gajtan (cyr. Доњи Гајтан) – wieś w Serbii, w okręgu jablanickim, w gminie Medveđa. W 2011 roku liczyła 81 mieszkańców.